# Super Bowl LII
A Super Bowl LII a 2017-es NFL-szezon döntője. A mérkőzést az U.S. Bank Stadiumban játszották, Minneapolisban, 2018. február 4-én helyi idő szerint 17:30-tól. A mérkőzés magyar idő szerint február 5-én 0:30-kor kezdődött.
A mérkőzést a Philadelphia Eagles nyerte, története során először nyert Super Bowlt.

## A döntő résztvevői
A mérkőzés egyik résztvevője a New England Patriots, amely az alapszakaszból az AFC első kiemeltjeként jutott a rájátszásba 13–3-as mutatóval. Erőnyerőként csak a konferencia-elődöntőben játszott először. Itt hazai pályán a Tennessee Titanst győzte le. A konferenciadöntőben szintén hazai pályán győzött a Jacksonville Jaguars ellen. A New England korábban 9-szer játszott Super Bowlt, ebből ötöt nyert meg (XXXVI, XXXVIII, XXXIX, XLIX, LI). A New England volt a címvédő.
A másik résztvevő az Philadelphia Eagles, amely az alapszakaszból az NFC első kiemeltjeként jutott a rájátszásba 13–3-as mutatóval. Erőnyerőként csak a konferencia-elődöntőben játszott először. Itt hazai pályán a Atlanta Falconst győzte le. A konferenciadöntőben szintén hazai pályán győzött a Minnesota Vikings ellen. A Philadelphia korábban kétszer játszott Super Bowlt, mindkettőt elvesztette (XV, XXXIX).
2005-ben a Super Bowl XXXIX-n is a két csapat játszott egymással, akkor a New England 24–21-re győzött. Ez az első alkalom a Super Bowl XLVIII és XLIX óta, amikor ugyanaz a csapat egymás után kétszer játszik döntőt.

## A mérkőzés
| N | Idő   | Drive | Drive | Drive     | Csapat   | Play leírása                                                                           | Pont   | Pont     |
| N | Idő   | Play  | Yard  | Időtartam | Csapat   | Play leírása                                                                           | Eagles | Patriots |
| - | ----- | ----- | ----- | --------- | -------- | -------------------------------------------------------------------------------------- | ------ | -------- |
| 1 | 7:55  | 14    | 67    | 7:05      | Eagles   | Mezőnygól. Jake Elliott, 25 yardról.                                                   | 3      | 0        |
| 1 | 4:17  | 9     | 67    | 3:38      | Patriots | Mezőnygól. Stephen Gostkowski, 26 yardról.                                             | 3      | 3        |
| 1 | 2:34  | 3     | 77    | 1:43      | Eagles   | Touchdown. Alshon Jeffery, 34 yardos átadás Nick Folestól. A jutalomrúgás nem jó.      | 9      | 3        |
|   |       |       |       |           |          |                                                                                        |        |          |
| 2 | 8:48  | 6     | 65    | 3:05      | Eagles   | Touchdown. LeGarrette Blount, 21 yardos futás. A kétpontos kísérlet sikertelen.        | 15     | 3        |
| 2 | 7:24  | 5     | 48    | 1:24      | Patriots | Mezőnygól. Stephen Gostkowski, 45 yardról.                                             | 15     | 6        |
| 2 | 2:04  | 7     | 90    | 2:57      | Patriots | Touchdown. James White, 26 yardos futás. A jutalomrúgás nem jó.                        | 15     | 12       |
| 2 | 0:34  | 7     | 70    | 1:30      | Eagles   | Touchdown. Nick Foles, 21 yardos átadás Trey Burtontól. A jutalomrúgás jó.             | 22     | 12       |
|   |       |       |       |           |          |                                                                                        |        |          |
| 3 | 12:15 | 8     | 75    | 2:45      | Patriots | Touchdown. Rob Gronkowski, 5 yardos átadás Tom Bradytől. A jutalomrúgás jó.            | 22     | 19       |
| 3 | 7:18  | 11    | 85    | 4:57      | Eagles   | Touchdown. Corey Clement, 22 yardos átadás Nick Folestól. A jutalomrúgás jó.           | 29     | 19       |
| 3 | 3:23  | 7     | 75    | 3:55      | Patriots | Touchdown. Chris Hogan, 26 yardos átadás Tom Bradytől. A jutalomrúgás jó.              | 29     | 26       |
|   |       |       |       |           |          |                                                                                        |        |          |
| 4 | 14:09 | 8     | 51    | 4:14      | Eagles   | Mezőnygól. Jake Elliott, 42 yardról.                                                   | 32     | 26       |
| 4 | 9:22  | 10    | 75    | 4:47      | Patriots | Touchdown. Rob Gronkowski, 4 yardos átadás Tom Bradytől. A jutalomrúgás jó.            | 32     | 33       |
| 4 | 2:21  | 14    | 75    | 7:01      | Eagles   | Touchdown. Zach Ertz, 11 yardos átadás Nick Folestól. A kétpontos kísérlet sikertelen. | 38     | 33       |
| 4 | 1:05  | 4     | 4     | 0:59      | Eagles   | Mezőnygól. Jake Elliott, 46 yardról.                                                   | 41     | 33       |

A mérkőzésen a következő új rekordok születtek:
- Legtöbb összesített yardok száma – 1151
- Legtöbb passzolt yard egy rájátszásbeli mérkőzésen – 505, Tom Brady
- Legtöbb szerzett pont a Super Bowlon a vesztes csapattól – 33, Patriots
- Legtöbb összesített passzolt yardok száma egy Super Bowlon – 874
- Legtöbb Super Bowl részvétel egy irányítótól – 8, Tom Brady
- Legtöbb touchdownpassz a Super Bowlokon, egy karrier alatt – 18, Tom Brady
- Legtöbb passzkísérlet egy Super Bowlon, interception nélkül – 48, Tom Brady (rekordbeállítás, a 2008-as rekorddal azonos)
- Legtöbb rájátszásbeli touchdownok száma azonos irányító/elkapó párostól – 12, Tom Brady és Rob Gronkowski (rekordbeállítás, Joe Montana / Jerry Rice párosával azonos)
- Az első játékos, aki passzolt és elkapott touchdownt is szerzett ugyanazon a Super Bowlon – Nick Foles
- Az első irányító, akinek elkapott tocuhdownja van a Super Bowlon – Nick Foles
- Legtöbb rájátszásbeli passzolt yardok száma a történelemben – 10 226, Tom Brady
- Legtöbb, 20-nál több yardos sikeres átadás ugyanazon a Super Bowlon – Tom Brady
- Leghosszabb sikeres mezőnygól egy újonctól egy Super Bowlon – 46 yard, Jake Elliott
- Egy csapat legtöbb Super Bowl részvételeinek száma – 10, Patriots
- Egy csapat legtöbb Super Bowl vereségeinek száma – 5, Patriots (rekordbeállítás, a Denver Broncoséval azonos)